# Гриффит, Эндрю
Эндрю Джон Гриффит (англ. Andrew John Griffith; Пустой шаблон {{ВД-Преамбула}} ) — британский политик, член Консервативной партии.

## Биография
Начал деловую карьеру в инвестиционном банке Rothschild & Co, с 1999 года работал в руководстве конгломерата Sky, где в период руководства Руперта Мёрдока сделал карьеру, заняв в 2008 году должность финансового директора и позднее — главного операционного директора. В 2019 году стал главным советником премьер-министра Бориса Джонсона по вопросам политики в сфере предпринимательства.
12 декабря 2019 года победил на парламентских выборах в округе Арундел и Южный Даунс с результатом 57,9 %. Сильнейшим из его соперников стала кандидатка либеральных демократов Элисон Беннет, которая набрала 21,2 % голосов. При этом Гриффит ухудшил на 4 % результат консерваторов в этом округе по итогам предыдущих выборов, а Беннет улучшила результат своих однопартийцев на 13,3 %.
8 июля 2024 года назначен теневым министром науки, инноваций и технологии в теневом кабинете Риши Сунака после поражения консерваторов на парламентских выборах.
5 ноября 2024 года при формировании теневого кабинета Кеми Баденок назначен теневым младшим министром предпринимательства и торговли.